# Сабріна Д'Анджело
Сабріна Д'Анджело (англ. Sabrina D'Angelo, 11 травня 1993, Велланд) — канадська футболістка, олімпійська медалістка. Воротар футбольної команди «Норт Кароліна Кураж» та національної збірної Канади.

## Ігрова кар'єра
Сабріна розпочала свою кар'єру 2010 виступами за команду «Торонто». З 2011 по 2014 гравчиня університетської команди з Південної Кароліни. Загалом у складі університетської команди за три сезони провела 83 матчі.
16 січня 2015 на драфті була обрана футбольною командою «Вестерн Нью-Йорк».
8 лютого 2016, було оголошено, що вона буде грати за клуб «Вестерн Нью-Йорк».
21 травня 2016, отримала травму, зламала ліве зап'ястя. Після операції досить швидко відновилась.

## Збірна
З 2008 по 2010 залучалась до складу юніорської збірної Канади, провела в складі юніорської збірної 8 матчів.
Залучалась до складу молодіжної збірної Канади в 2012, провела в складі молодіжної збірної 8 матчів.
У складі національної збірної Канади дебютувала в 2016.

## Титули і досягнення
Канада
- Бронзова призерка Олімпійських ігор (1): 2016.